# Gérald Passedat
 (avril 2021).
Gérald Passedat, né le 24 mars 1960 à Marseille (Bouches-du-Rhône), est un chef cuisinier français. Il est chef du restaurant Le Petit Nice à Marseille, trois étoiles au Guide Michelin depuis 2008.
C'est un chef passionné par les produits de la mer et la Méditerranée.
En 2013, il crée le Môle Passedat au sein du Mucem, des espaces de restauration accessibles et une école de cuisine dédiée.

## Biographie

### Origines familiales
Germain Passedat, grand-père de Gérald, naît le 13 mars 1871 à Auty Bas à Molières (Tarn-et-Garonne). Après une formation de boulanger-pâtissier à Paris, il s'installe à son compte à Marseille. Il achète et revend plusieurs commerces puis rachète en 1917 la Villa Corinthe, juchée sur les rochers du bord de mer face au château d'If et aux îles du Frioul au pied de la colline de Notre-Dame de la Garde pour en faire le restaurant Le Petit Nice. En 1924, Germain Passedat, veuf, épouse en secondes noces Lucie Cuso, chanteuse lyrique sous le nom de scène de Luxia Alabern et muse de Louis Lumière, lequel réalise des autochromes d'elle encore visibles au restaurant.
Le père de Gérald, Jean-Paul, naît au Petit Nice le 21 décembre 1933 et, comme sa mère, devient chanteur d'opéra mais il se passionne aussi pour la cuisine. Dans les années 1960, il décide de se consacrer exclusivement à la cuisine et, avec son épouse Albertine, transforme Le Petit Nice en hôtel de luxe, ce qui lui permet d'obtenir une entrée dans la chaîne Relais et Châteaux et une première étoile au Guide Michelin en 1977 puis une deuxième en 1981,.

### Carrière professionnelle
Gérald Passedat naît le 24 mars 1960 à la Villa Corinthe à Marseille. Tout petit déjà, il passe son temps dans la cuisine à observer le travail de son père et des femmes de la famille.
Au début des années 70, il réalise qu'il veut devenir chef cuisinier lui aussi lors d'un repas avec ses parents dans le restaurant trois étoiles d'Alain Chapel,.
En 1976, il entre à l'École hôtelière de Nice, et se forme également au Coq Hardi à Bougival en 1978, au Bristol (1979) et au Crillon à Paris, chez Les Frères Troisgros à Roanne, aux Prés d'Eugénie à Eugénie-les-Bains avec Michel Guérard. Chez Troisgros, il la simplicité du geste et la maîtrise des cuissons et chez Michel Guérard l’art de la légèreté et de la digestibilité, des techniques qui influencent toujours sa cuisine.
En 1985, il intègre la cuisine de son père au Petit Nice comme apprenti.
Il en prend la tête en 2000 et maintient les deux étoiles.
Il décroche en 2008 une troisième étoile Michelin,, le Petit Nice est alors le premier restaurant marseillais à obtenir cette distinction.
Un épisode de l'émission De l'art et du cochon intitulé La Cène, réalisé par Xavier Cucuel et Mario Morelli Di Popolo et diffusé en décembre 2012 sur Arte, lui est consacré.
En 2013, il ouvre le Môle Passedat au sein du Mucem, où il gère l'ensemble des espaces de restauration.
En 2016, il ouvre le restaurant Albertine dans les docks de Marseille.
En 2018, il subit une double greffe du foie qui le tient éloigné des cuisines.
Il prend les commandes de la Brasserie Lutetia, au sein du palace emblématique de la Rive Gauche parisienne l’hôtel Lutetia en février 2019.

## Distinctions pourLe Petit Niceet la famille Passedat
- Gérald Passedat :

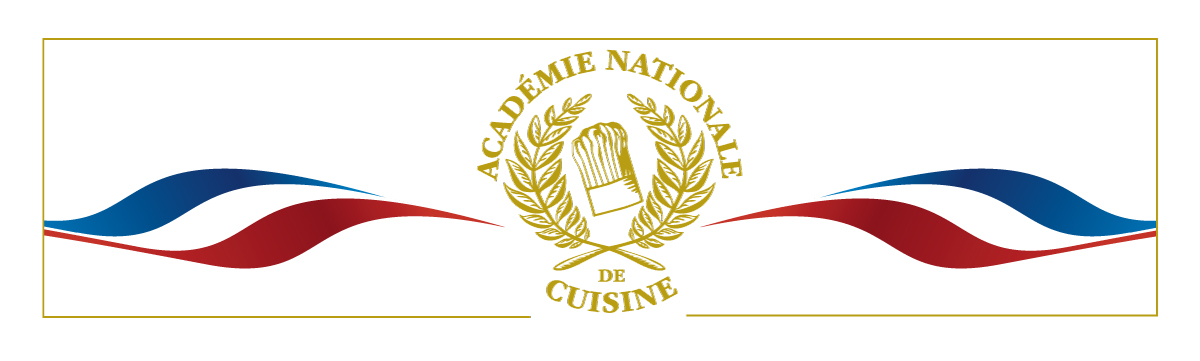
Ruban Médaille de l'Académie nationale de cuisine

  - 2008 : obtient une troisième étoile au Guide Michelin[11] ;
  - 2009 : est fait chevalier de l'ordre national de la Légion d'honneur le 1er janvier 2009[15] ;
  - 2012 : Gérald Passedat réunit les chefs de sa région afin de promouvoir la cuisine Méditerranéenne et crée l’association Gourméditerranée dont il est le président[16].
  - 2013 : l'ouvrage Des abysses à la lumière (Flammarion) reçoit le prix du meilleur livre de gastronomie 2013 décerné par la rédaction de Lire[17]
  - 2019 : ouverture de la Brasserie Lutetia, au sein de l'hôtel Lutetia à Paris[18],[19].

## Publications
- Des Abysses à la lumière, Gérald Passedat, Flammarion, 2013  (ISBN 978-2-08-128551-4 et 2-08-128551-7)
- Ma Méditerranée #Cuisine, Gérald Passedat, Flammarion, 2015 (ISBN 978-2-08-137044-9 et 2-08-137044-1)[20]
  - Flavors of the french Mediterranean (édition en anglais), Gérald Passedat, Flammarion, 2015,  (ISBN 978-2-08-020251-2 et 2-08-020251-0)